# Trevélez
Trevélez – miasto i gmina w Hiszpanii, w prowincji Grenada, w Andaluzji, o powierzchni 90,96 km². W 2011 roku miejscowość liczyła 795 mieszkańców.
Gospodarka Trevéleza opiera się głównie na turystyce, produkcji szynki, rolnictwie (głównie produkcji pomidorów cherry).

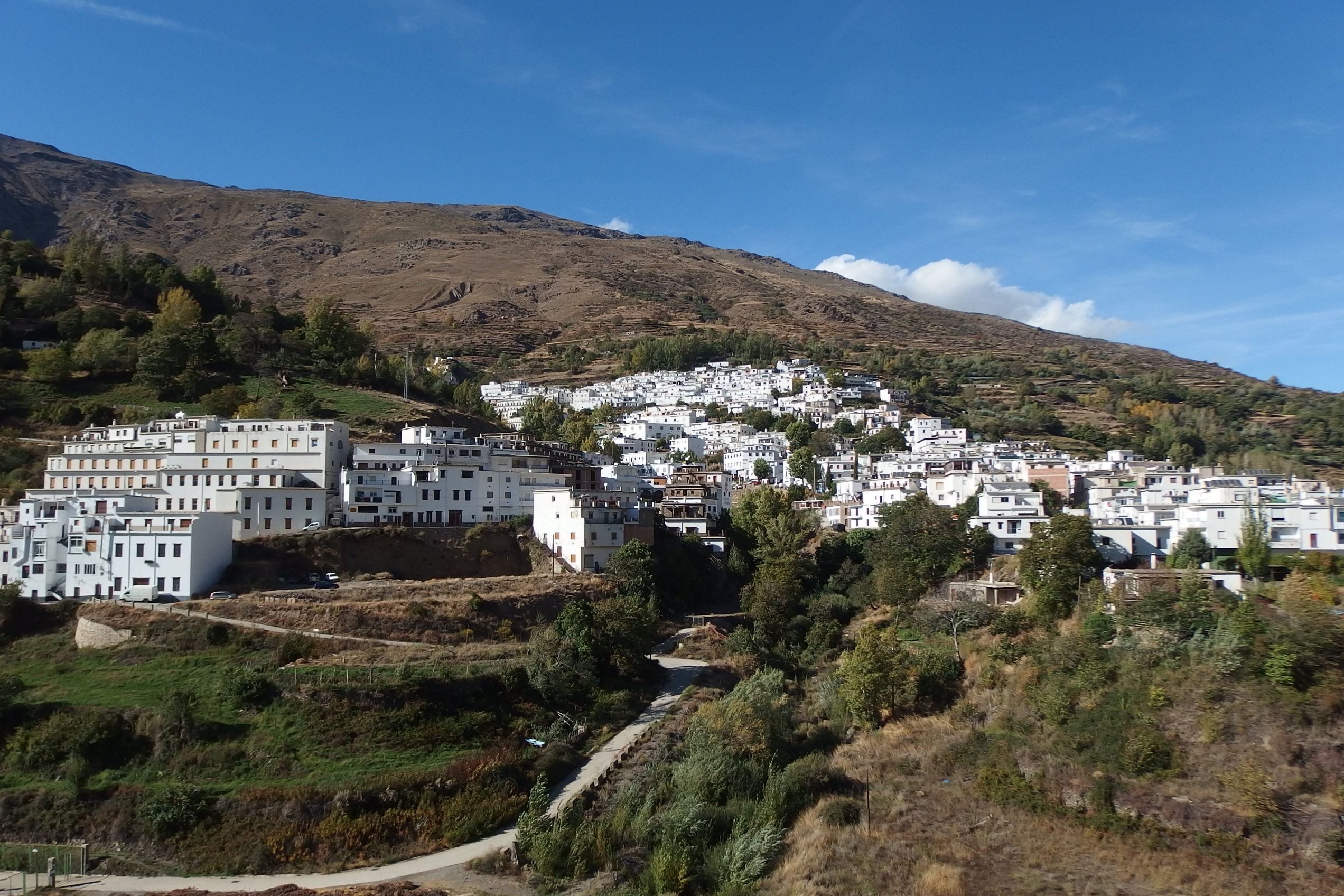
Trevélez
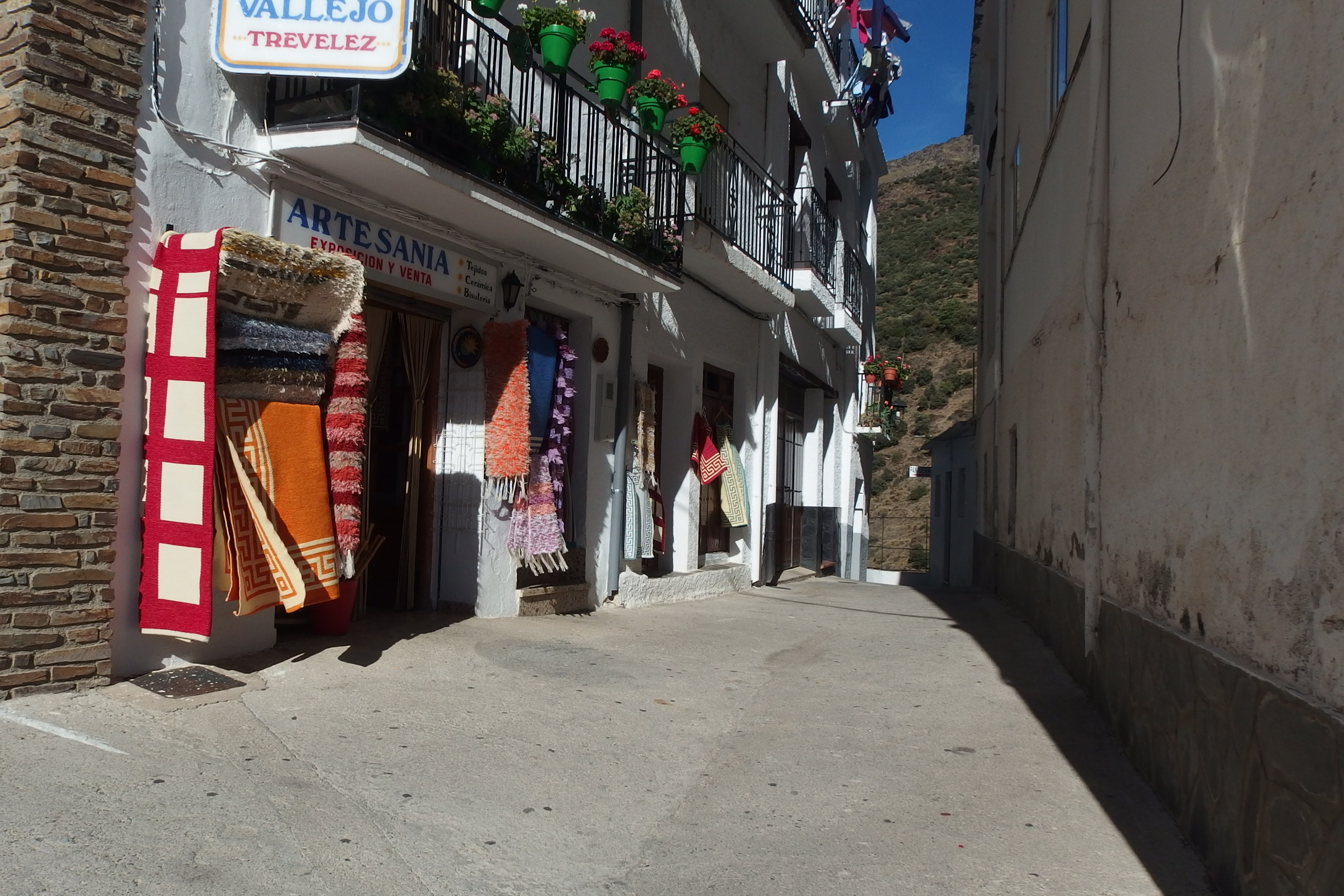
Jedna z ulic
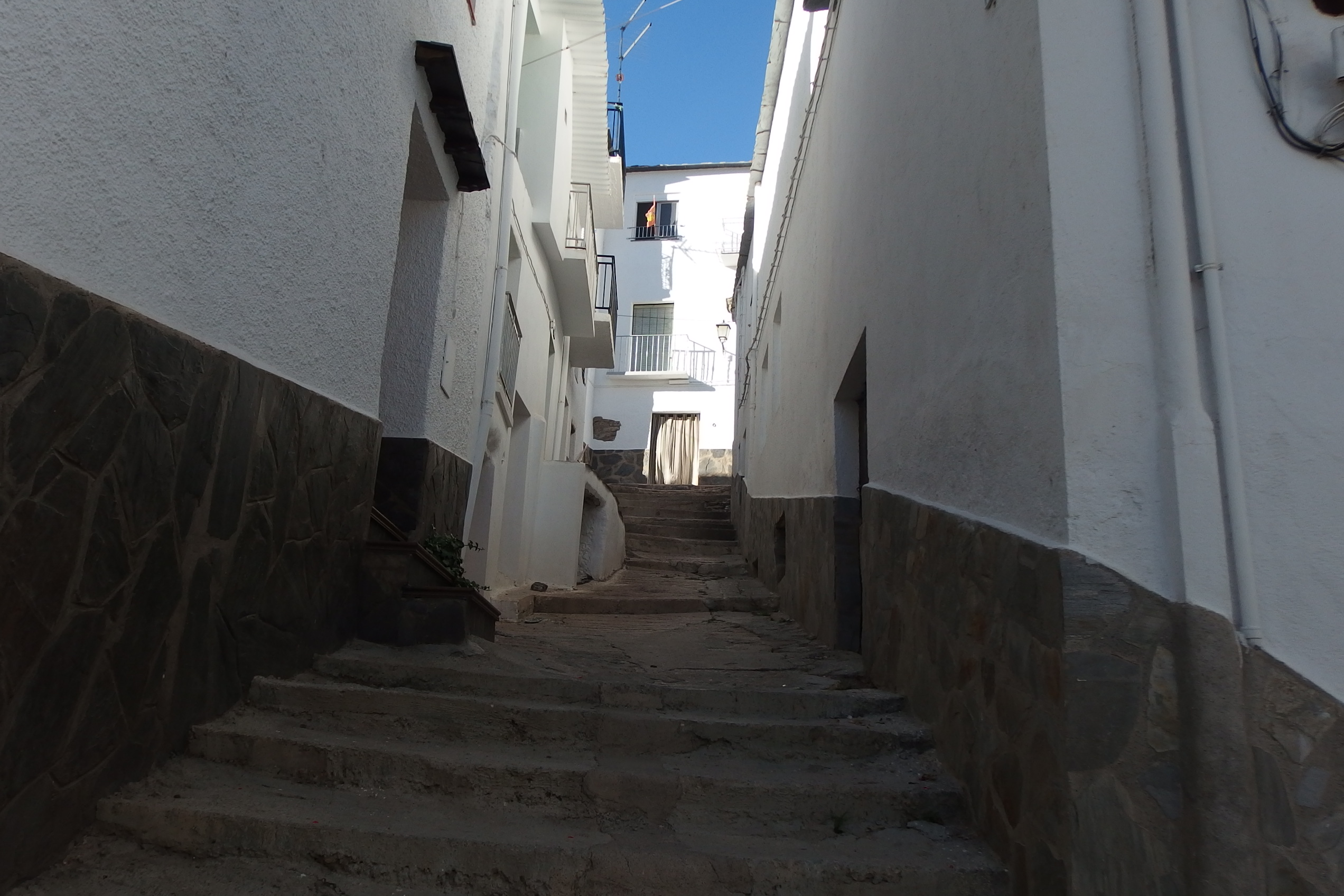
Jedna z ulic
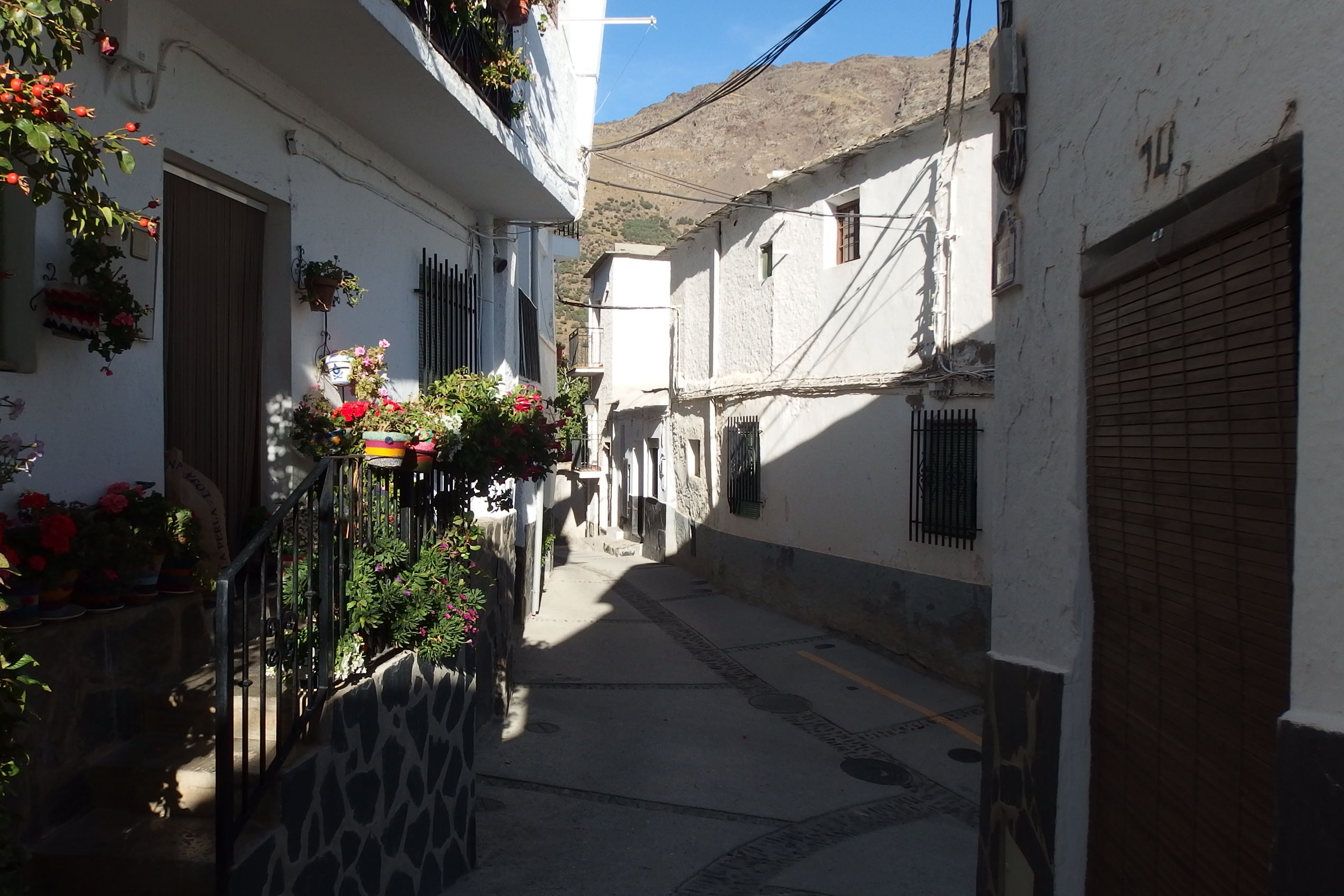
Jedna z ulic
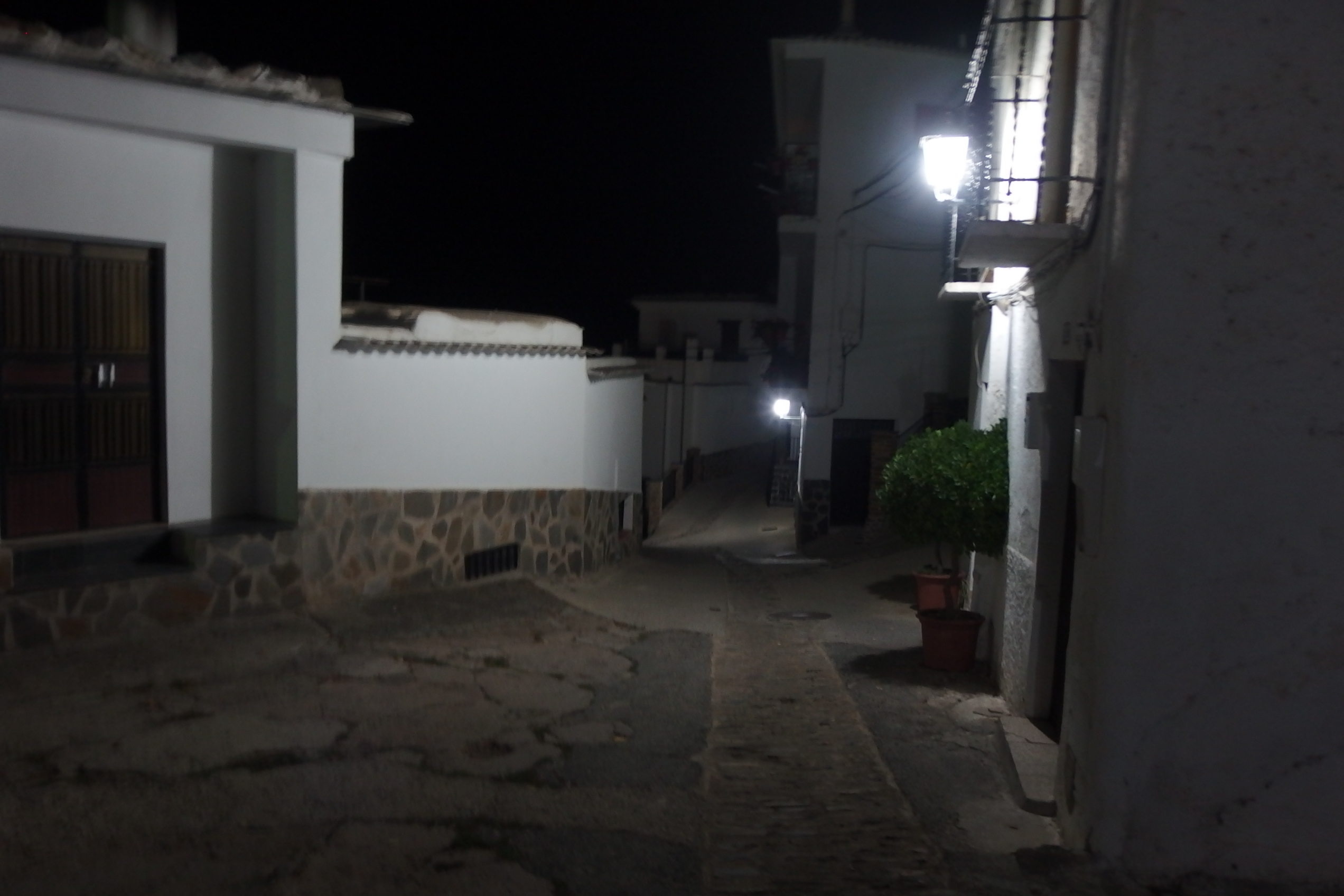
Jedna z ulic nocą
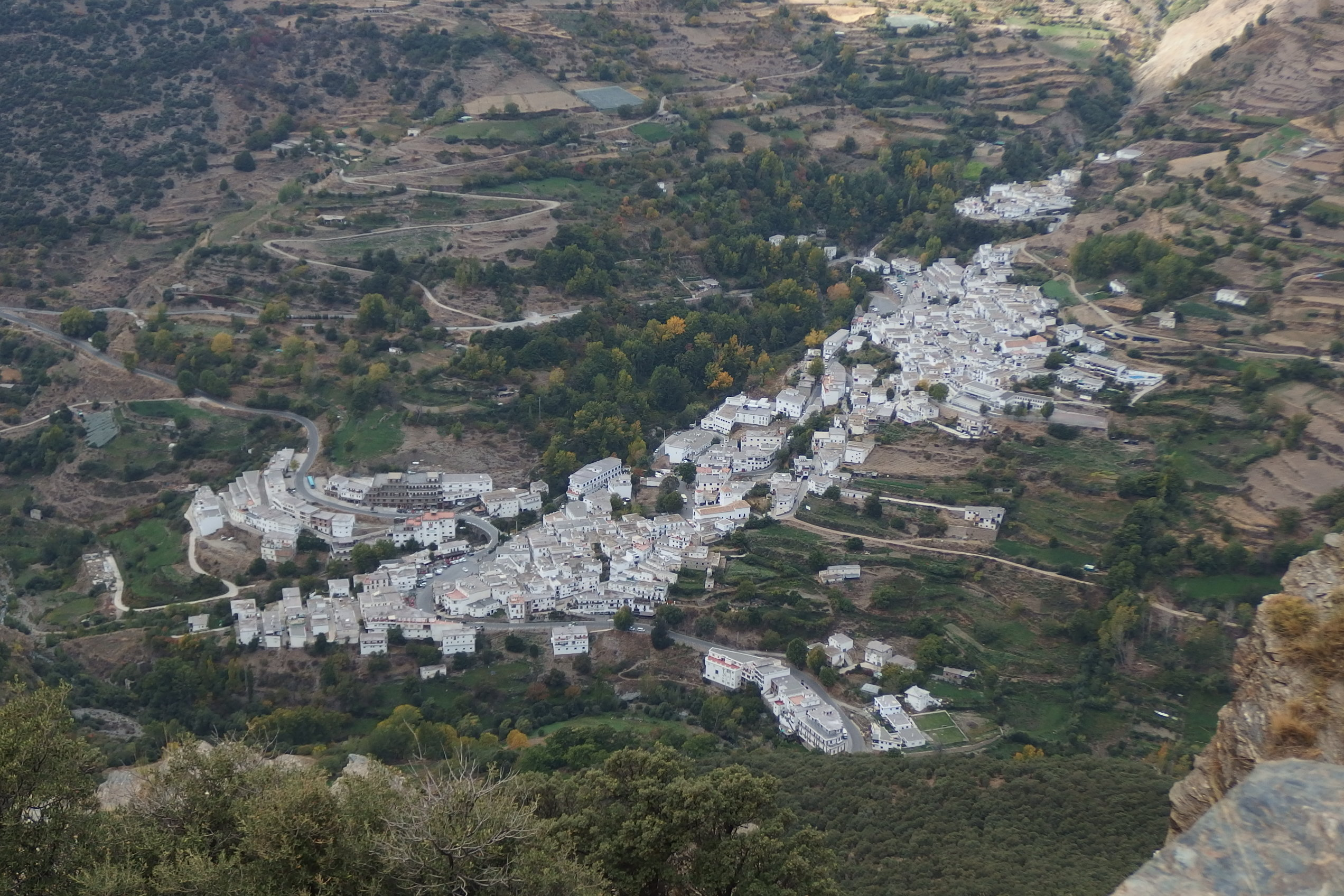
Widok na Trevélez ze szczytu Peñabon